# Tunnel di Hải Vân
Il tunnel di Hải Vân (Hầm Hải Vân in vietnamita) è un traforo stradale lungo la strada nazionale 1 che collega le città di Huế e Da Nang, in Vietnam, evitando il Colle delle Nuvole.

## Storia
Il progetto per il tunnel venne preparato a partire dal 1998 da una associazione temporanea d'imprese tra la Nippon Koei Company Limited Japan e la Louis Berger International Inc. con il supporto della Vietnamese Transport Engineering Design Incorporated (TEDI).
Per la costruzione, il tunnel venne diviso in due lotti. La sezione sud, lunga 4 chilometri, venne costruita da una associazione temporanea d'imprese composta dalla giapponese Hazama Corporation e dalla vietnamita Cienco 6. La sezione nord, lunga 2 chilometri, venne costruita dalla coreana Dong Ah e dalla vietnamita Song Da Construction Corporation. Il tunnel è stato inaugurato ufficialmente il 5 giugno 2005. 
Il tunnel principale è lungo 6.280 metri e largo 11,9 metri. Un secondo tunnel parallelo al primo è attualmente utilizzato per lavori di manutenzione ed in caso di emergenza ma è predisposto per una possibile apertura al traffico in caso di aumento dei volumi di transito. Il tunnel secondario è connesso a quello principale da 15 collegamenti. I tunnel sono attrezzati con allarmi antincendio, sistemi di comunicazione, riserve d'acqua, sistemi di ventilazione e attrezzature radio. 
Il tunnel ha vinto un premio della United States' Global Technique Awards Association.

## Utilizzo
Il tunnel è dotato di una singola corsia per senso di marcia ed è a pedaggio. Moto, motorini, biciclette e pedoni non sono ammessi ma esiste un servizio navetta che collega le due estremità del tunnel per consentire il traffico a questi utenti. 
Il tunnel riduce la distanza tra Huế e Da Nang di 20 chilometri per un risparmio sul tempo di viaggio che può variare tra 30 e 60 minuti.